# Linepithema dispertitum
Linepithema dispertitum är en myrart som först beskrevs av Auguste-Henri Forel 1885.  Linepithema dispertitum ingår i släktet Linepithema och familjen myror.

## Underarter
Arten delas in i följande underarter:
- L. d. dispertitum
- L. d. micans

## Bildgalleri

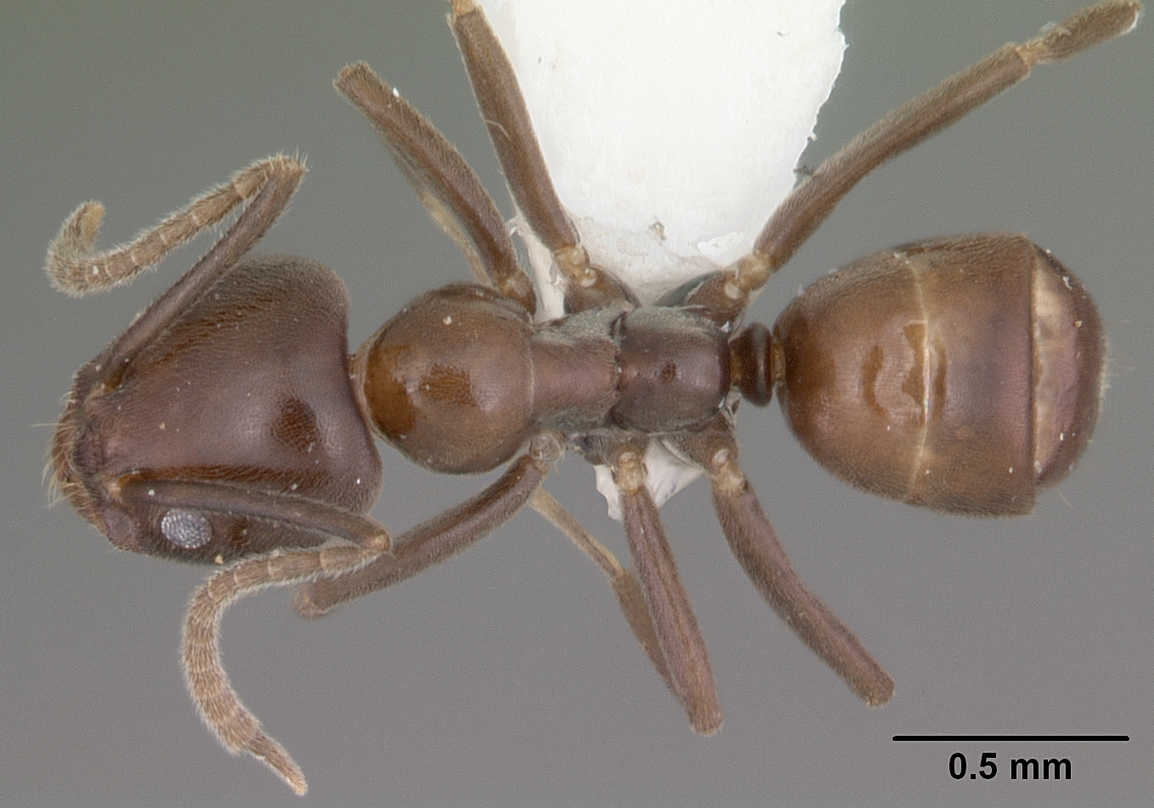
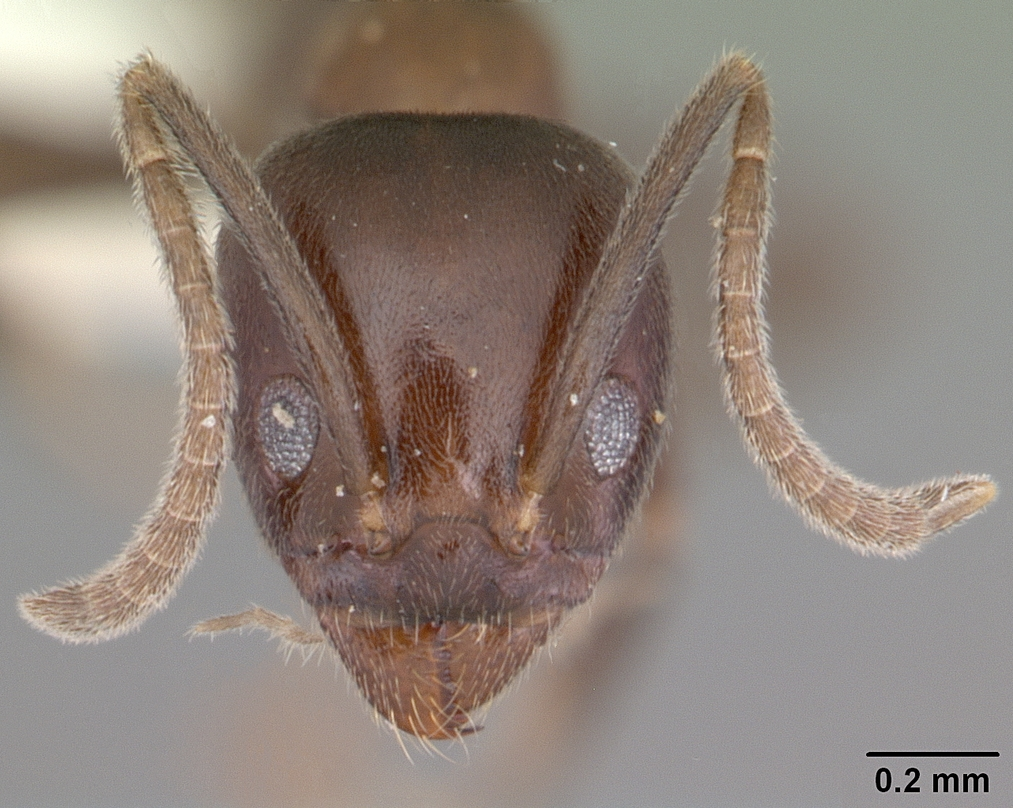
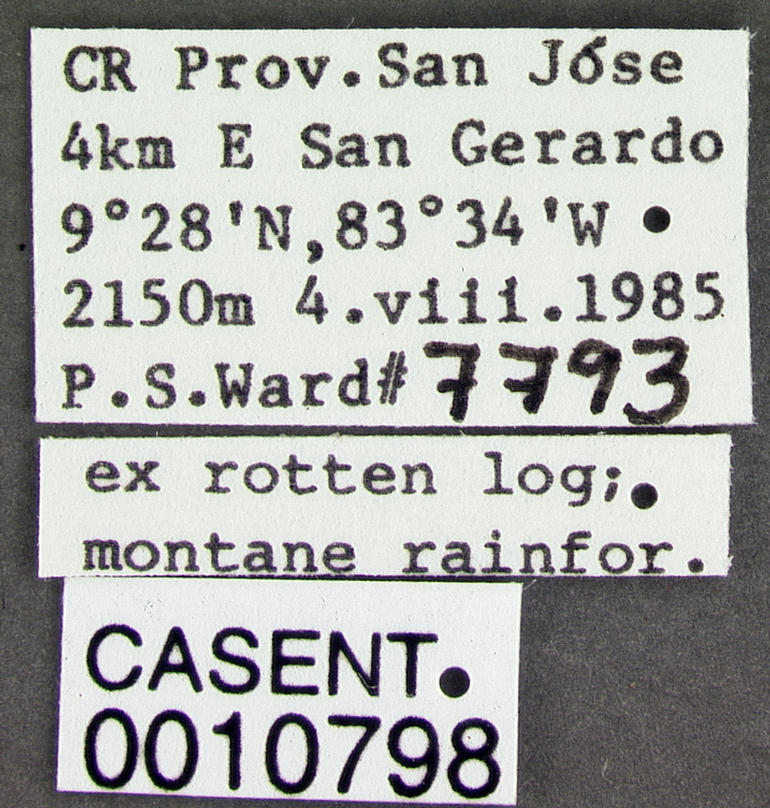
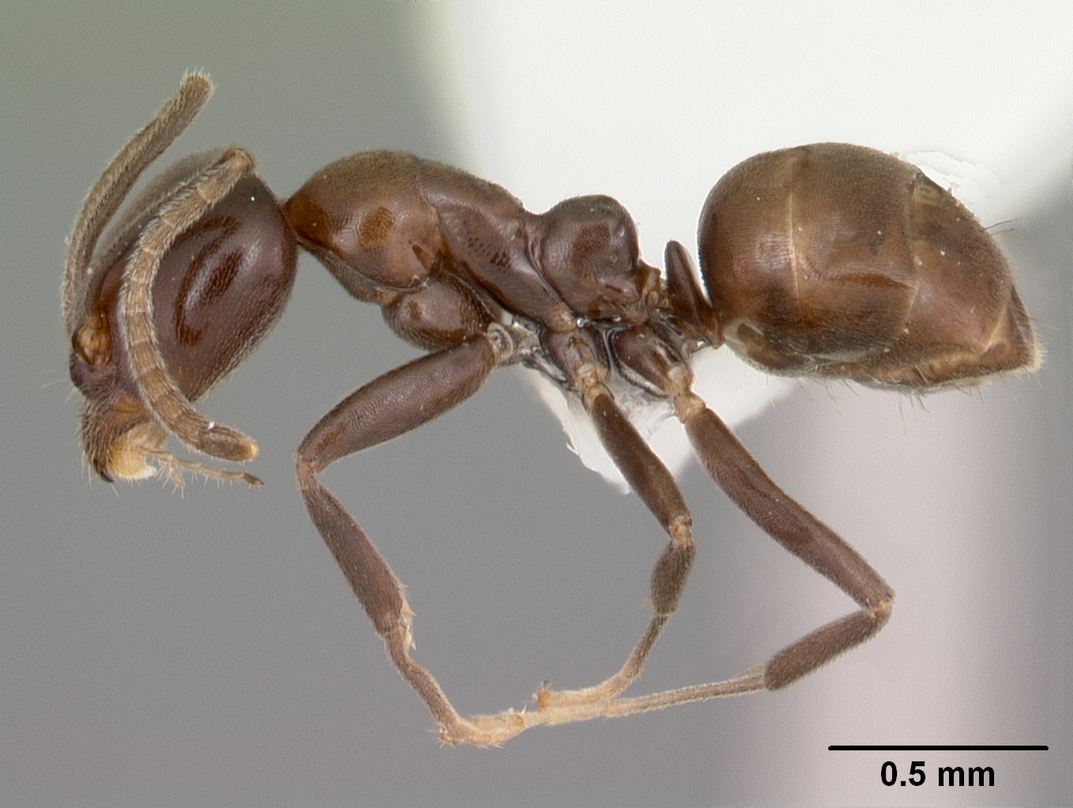
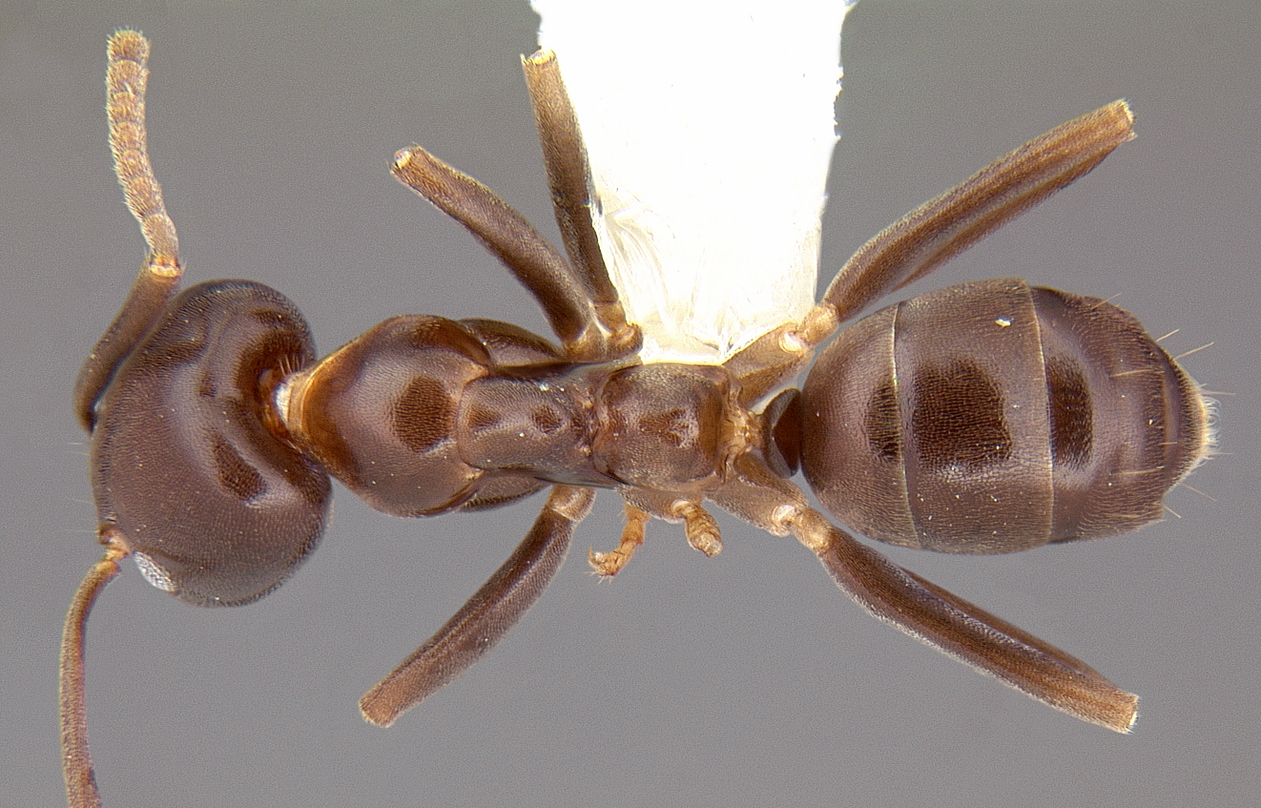
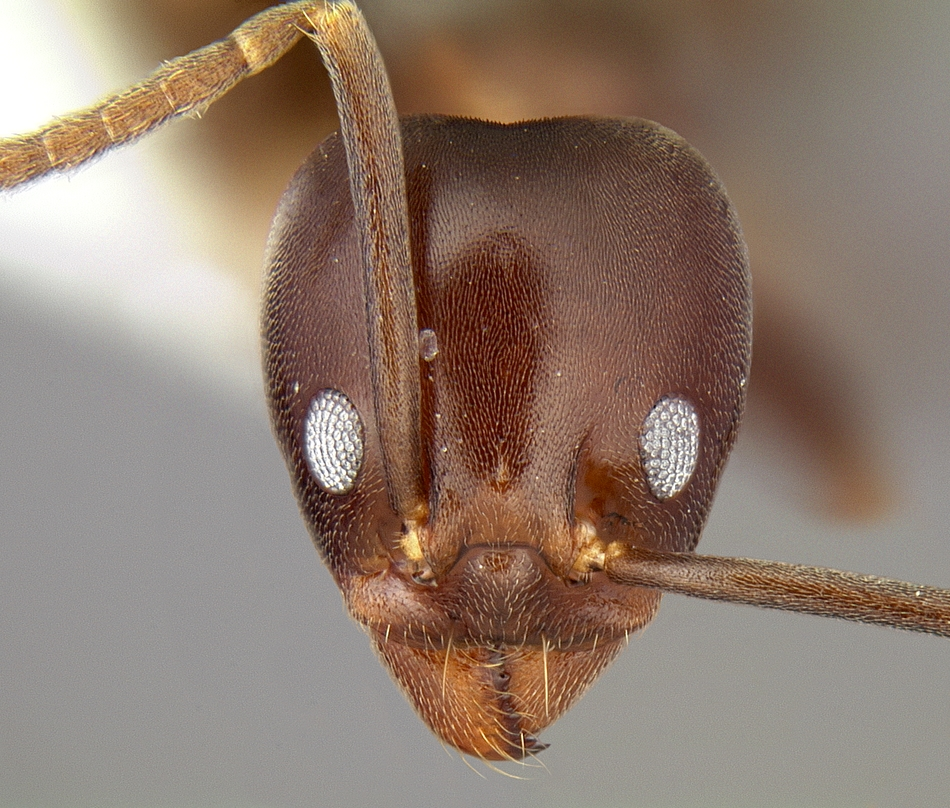